# Ford Popular
Ford Popular (Форд Популар), часто просто Ford Pop — автомобиль, производившийся Ford UK в Англии с 1953 по 1962 годы. На момент запуска он был самым низким по стоимости автомобилем в Великобритании.
Название Popular ранее использовалось Ford при описании своей модели Y Type 1930-х годов, а позже и для базовых моделей автомобилей Escort и Fiesta.

## Ford Popular 103E

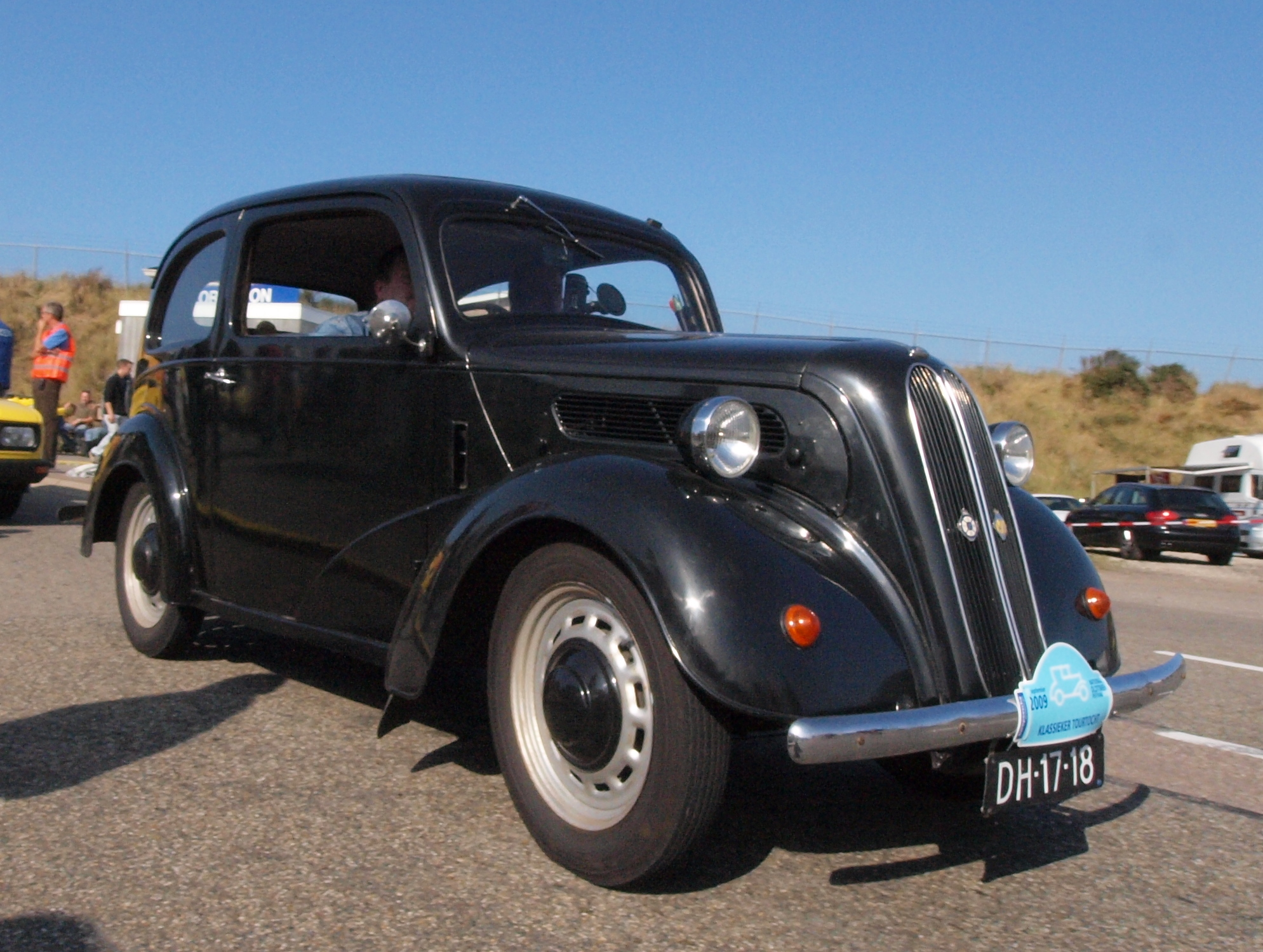
Ford Popular 103E (Нидерланды)

С прекращением производства старых Ford Anglia и Ford Prefect в 1953 году, Popular разрабатывался как бюджетная альтернатива, на основе старого, довоенного E494A Anglia. Автомобиль получил 1172-кубовый, четырёхцилиндровый двигатель Ford Sidevalve мощностью 30 л.с. (22 кВт).. Автомобиль был очень простым. Он имел стеклоочиститель, нагреватель, виниловую отделку и очень мало хрома — даже бамперы были окрашены. Popular 103E отличался визуально от Anglia E494E малыми фарами и отсутствием накладки сбоку от капота. Ранние Popular имели трёх-спицевый руль и один центральный стоп-сигнал от Anglia, однако позже взамен устанавливались двухспицевый руль и два стоп-сигнала, а также подсветка номеров. Всего было выпущено 155 340 автомобилей Popular E103.
В последующие годы эти автомобили стали популярны как хот-роды, и с конца 1950-х годов, когда люди с этими автомобилями занимались дрэг-рейсингом за счёт облегчённой конструкции. Эта практика началась в США с модели B/18 1932 года, в то время как Ford «Pop», как тогда называли этот британский хот-род, был доступен в качестве альтернативы именно в Великобритании.

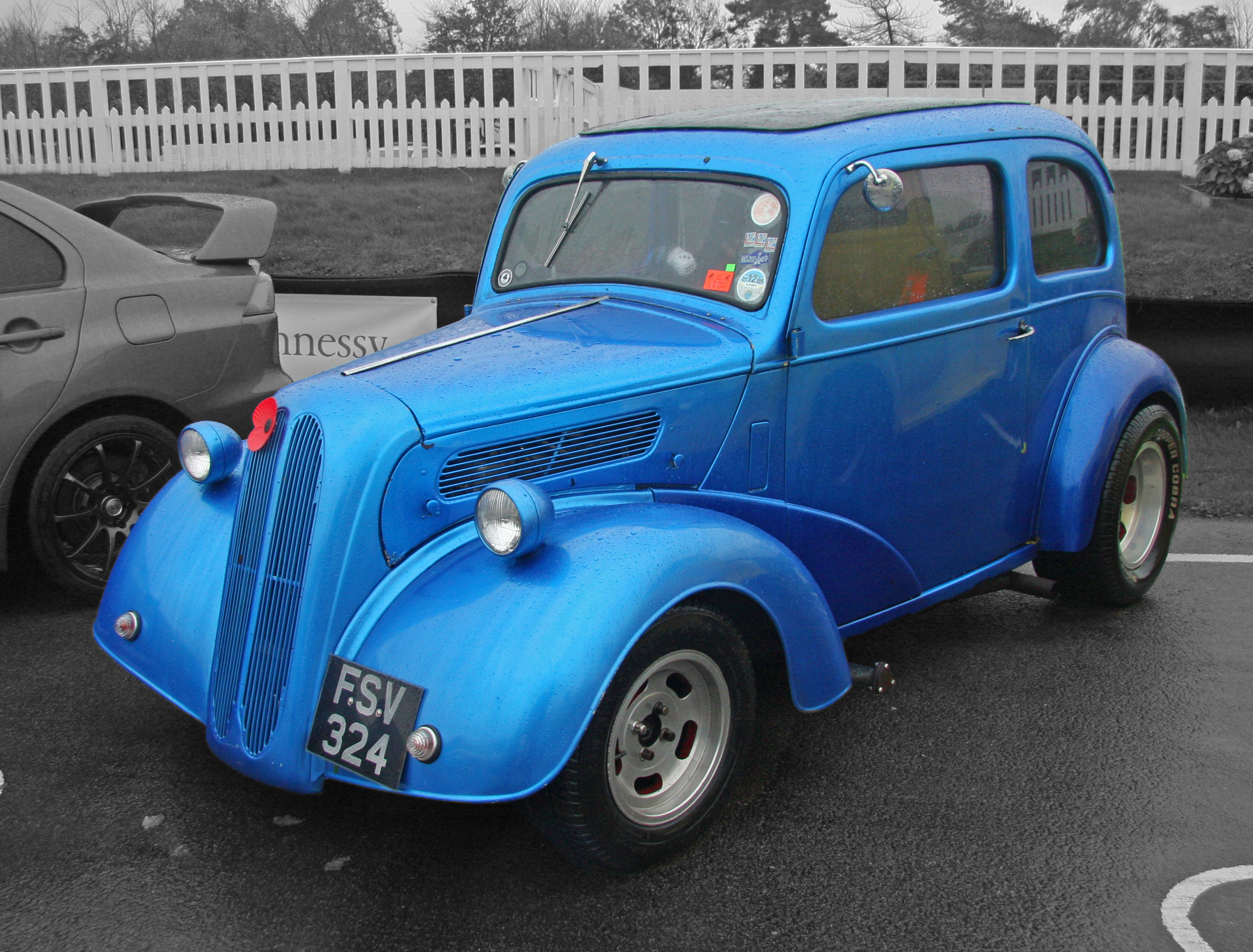
Хот-род (Великобритания)

Автомобиль тестировался журналом The Motor в 1954 году. Максимальная скорость составила 97 км/ч, разгон до 80 км/ч занял 24,1 секунды. Рекордный расход топлива составил 7,8 литров. Стоимость тестируемого автомобиля £390, включая налоги.

### В Австралии
Popular 103E был доступен в Австралии до 1955 года как двухдверное купе либо как кастом. Колёсная база 2388 мм от Ford Prefect была совмещена с передом от 103E. Автомобиль обозначался 103E-67 либо 103E-84. Popular отличался от предшественника Anglia A494A отсутствием подножек.

## Ford Popular 100E

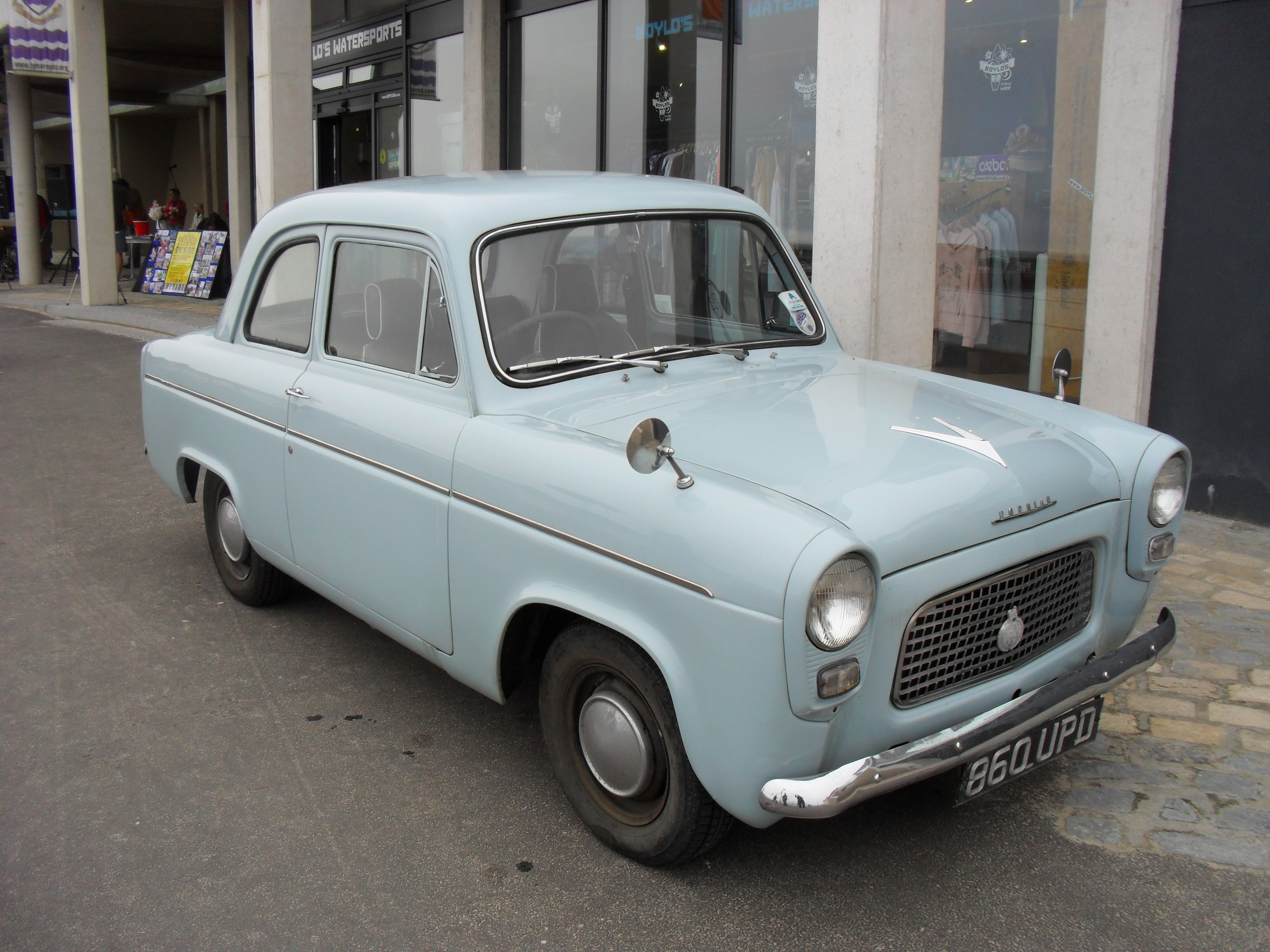
Ford Popular 100E (США)

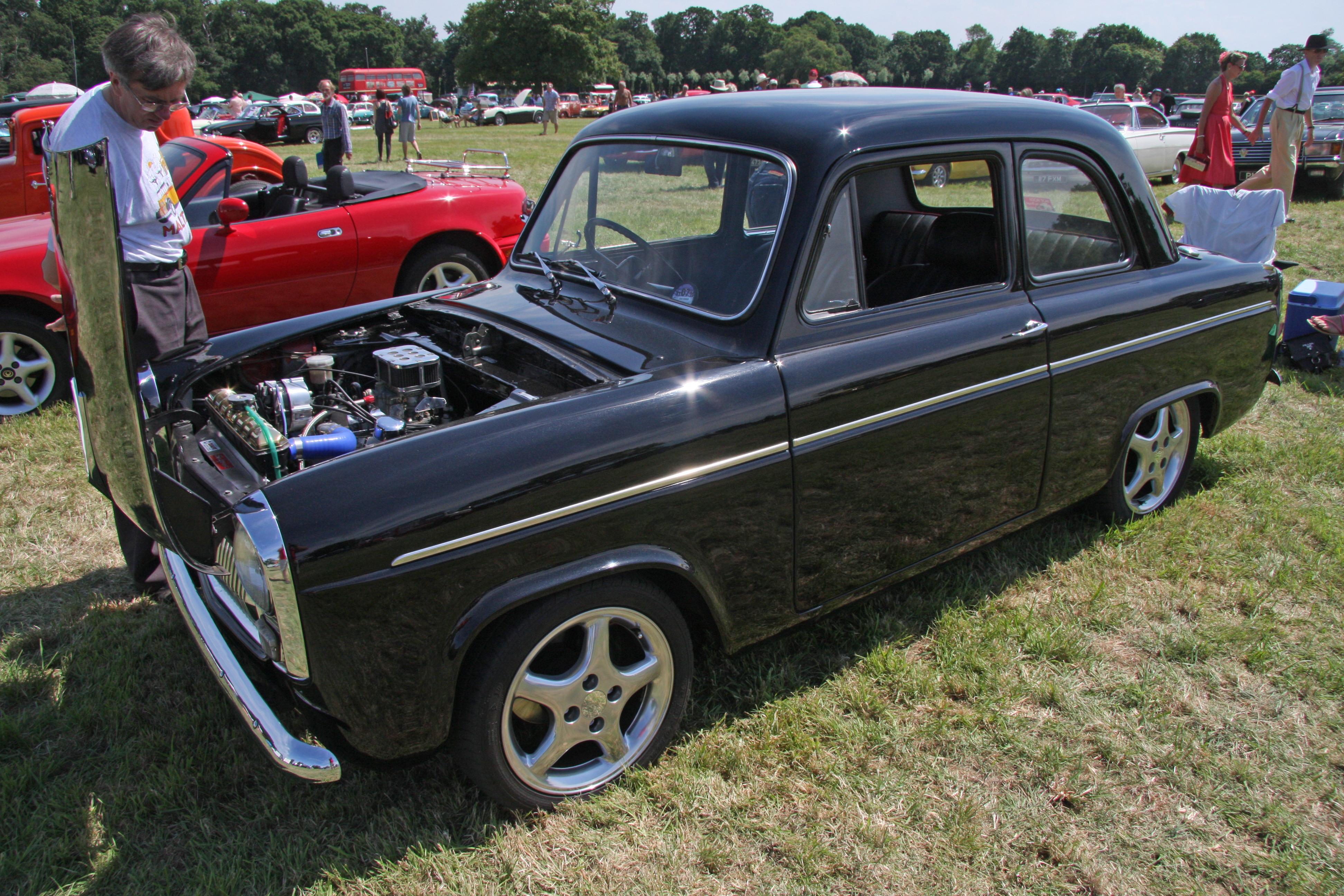
Ford Popular 100E (Великобритания)

В 1959 году старый Popular был сменён новой версией, выпускавшейся до 1962 года. Как и предыдущая версия, он использовал кузов Anglia, а именно 100E. Автомобиль оснащался усиленным 1172-кубовым двигателем мощностью 36 л.с. Тормоза стали гидравлическими, с 8-дюймовыми барабанами вкруг. Новый Popular предоставлял сервисное обслуживание с интервалами в 1000 миль (1500 км), как и его предшественник, но имел всего 13 точек смазки, в отличие от предшественника, где их было 23 (либо 28 для довоенных автомобилей). За время производства было выпущено 126 115 автомобилей Popular 100E.
Журнал Motor тестировал 100E в 1960 году. Максимальная скорость на тесте составила 112,5 км/ч, разгон до 80 км/ч занял 19,6 секунд, расход топлива 8,5 литров. Стоимость тестируемого автомобиля £494, включая налоги.
В 1960 году рекомендуемая розничная цена производителя составляла £494 и была эквивалентом на сумму средней заработной платы в Великобритании за период 26 недель.

## Комплектация Popular
В 1975 году название Popular было возрождено для автомобилей Ford Escort Mk2 в базовой комплектации. Эта модель имела в стандарте 1,1-литровый мотор OHV Kent, 12-дюймовые колёса с шинами с диагональным расположением корда и барабанными тормозами вкруг. 1975 Ford Escort Popular был первым автомобилем Форд с названием Popular, получивший печку в стандарте. Комплектация «Popular» стала устоявшейся у Форда, существовала на поздних Escort и Fiesta, с 1980 по 1991 годы.

## Ford Popular в телешоу
В 1970 году, автомобиль на базе 1954 Ford Popular, Siva Edwardian (MTR 5), использовался Джоном Пертви как родстер Доктора «Bessie», в телесериале Доктор Кто. Чёрный Ford Popular 103E (EBW 343) использовался также в скетч-сериале Летающий цирк Монти Пайтона (Mr. and Mrs. Brian Norris' Ford Popular).